# Хрис (сын Агамемнона)

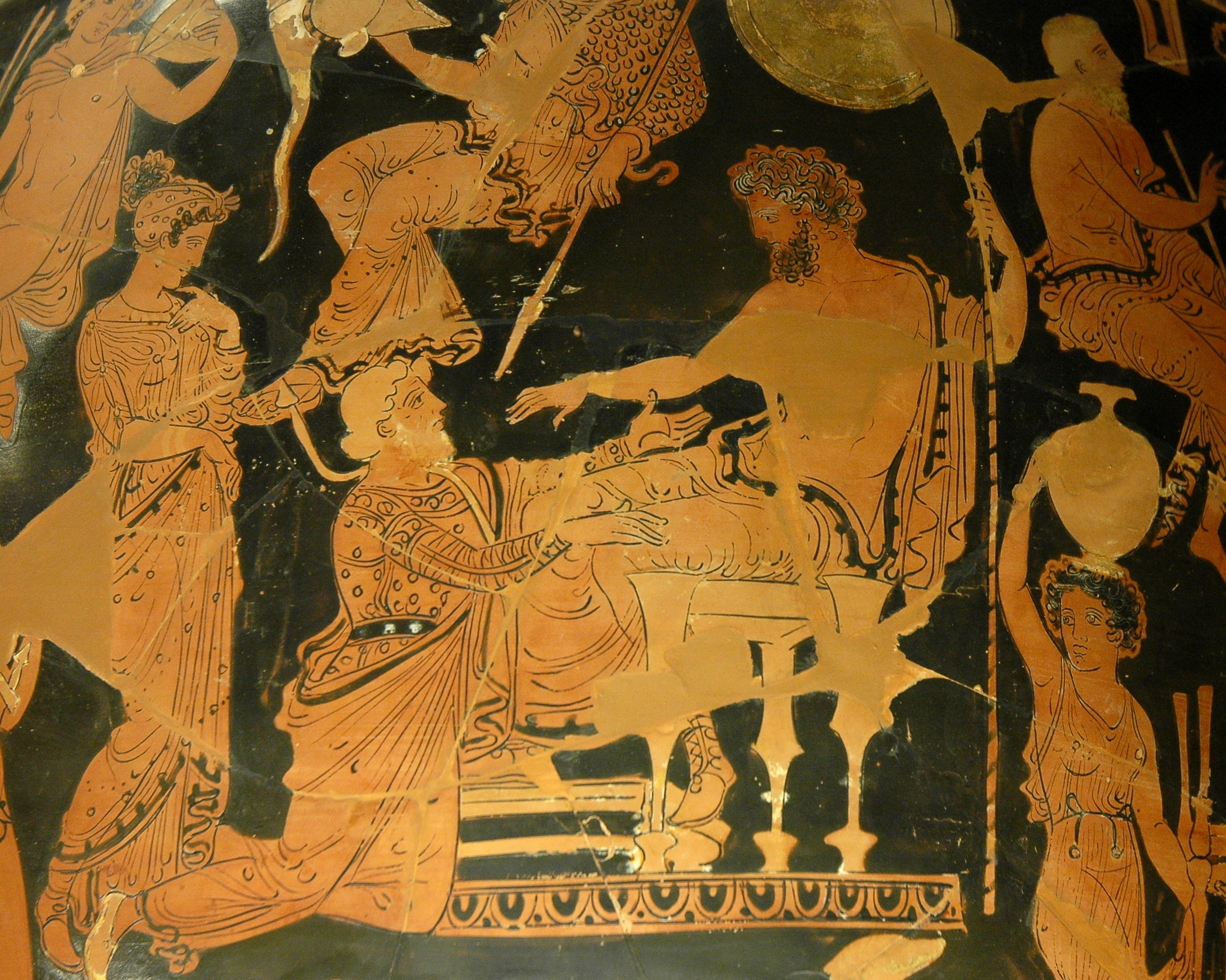

Хрис (сын Агамемнона, др.-греч. Χρύσης) — персонаж древнегреческой мифологии, сын Агамемнона и Хрисеиды. Хрисеида заявила, что зачала от Аполлона. Орест и Ифигения, возвращаясь из Тавриды, попали на остров Сминфу к Хрису, тот, узнав, что они братья, убил преследовавшего их Фоанта. По другому рассказу, Хрис умер в Хрисополе, на Евксинском Понте.
Действующее лицо трагедии Софокла «Хрис» (фр.726-728 Радт) и трагедии Пакувия «Хрис».